# M66
М66 (също позната като NGC 3627) е спирална галактика в съзвездието Лъв.
Открита е от Шарл Месие през 1870 г. В Нов общ каталог се води под номер NGC 3627.
Намира се на 36 милиона светлинни години от Земята и е широка 96 хиляди светлинни години.